# دون فوغن
دون فوغن هو لاعب هوكي الجليد كندي، ولد في القرن العشرين في Almonte, Ontario ‏ في كندا.

## وصلات خارجية
- دون فوغن على موقع EliteProspects.com (الإنجليزية)
- دون فوغن على موقع HockeyDB.com (الإنجليزية)